# Goodland (Indiana)
Goodland é uma cidade  localizada no estado americano de Indiana, no Condado de Newton.

## Demografia
Segundo o censo americano de 2000, a sua população era de 1096 habitantes.
Em 2006, foi estimada uma população de 1030, um decréscimo de 66 (-6.0%).

## Geografia
De acordo com o United States Census Bureau tem uma área de
2,0 km², dos quais 2,0 km² cobertos por terra e 0,0 km² cobertos por água. Goodland localiza-se a aproximadamente 199 m acima do nível do mar.

## Localidades na vizinhança
O diagrama seguinte representa as localidades num raio de 20 km ao redor de Goodland.